# Couvre-théière

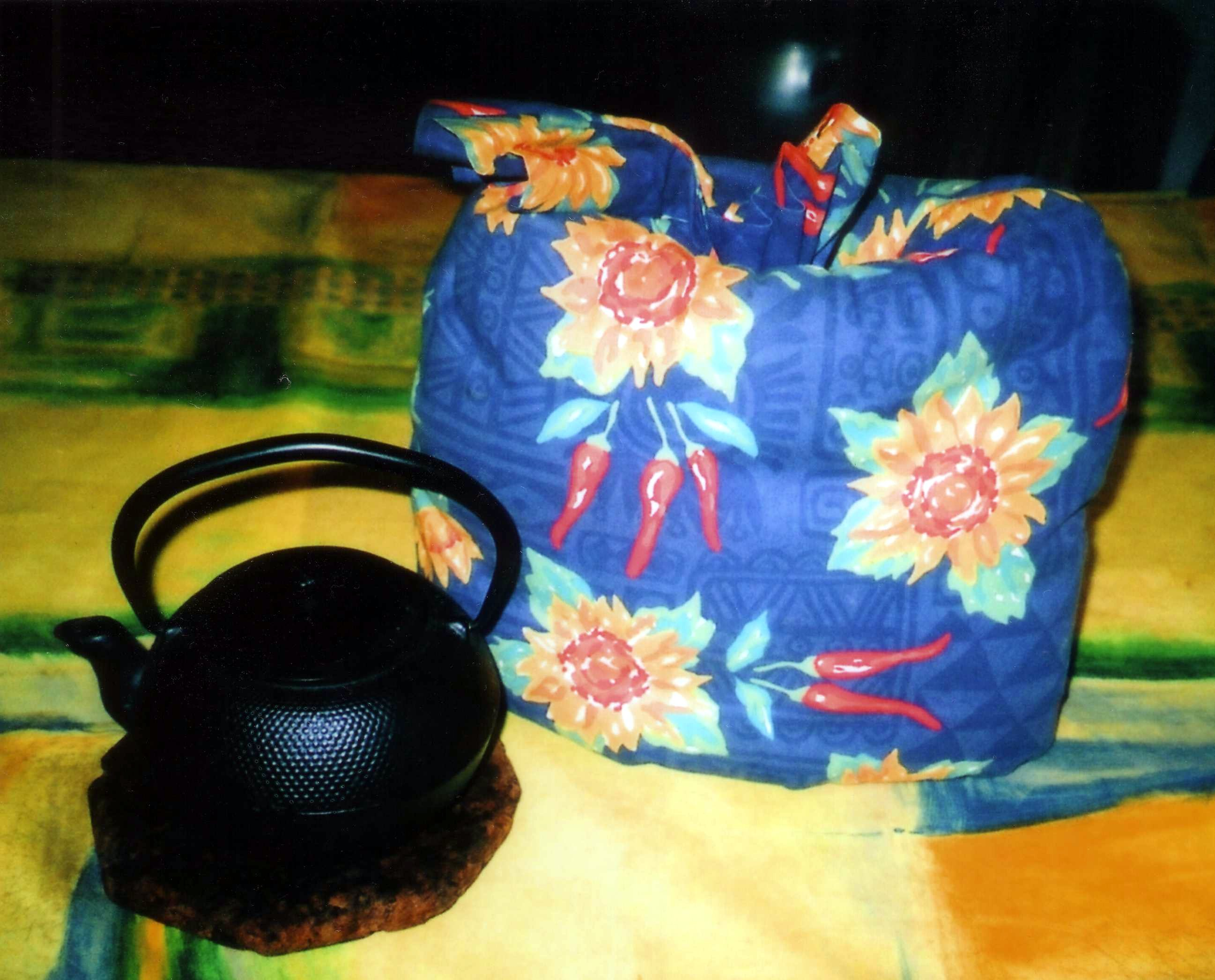
Couvre-théière et théière en fonte.

Le couvre-théière est une couverture pour garder la boisson dans une théière au chaud. Il est notamment utilisé en Angleterre et en Europe du Nord. Actuellement, le couvre-théière est souvent composé d'une mousse isolante souple agissant comme isolant thermique qui est  ensuite recouverte par un tissu décoratif. 

## Culture populaire
Dans la série Harry Potter, Dobby, l’elfe de maison, porte un couvre-théière.